# Rodrigo Romero
Rodrigo Romero (8 novembre 1982) è un ex calciatore paraguaiano, di ruolo portiere.

## Carriera

### Nazionale
Ha vinto una medaglia d'argento ai Giochi Olimpici del 2004.

## Palmarès

### Club

#### Competizioni nazionali
- División Intermedia: 1

Nacional: 2003

### Nazionale
- Argento olimpico: 1

Atene 2004